# الحسوة (القبيطة)

تعديل مصدري - تعديل

الحسوة هي إحدى قرى عزلة كرش بمديرية القبيطة التابعة لمحافظة لحج، بلغ تعداد سكانها 159 نسمة حسب تعداد اليمن لعام 2004.